# Baccaurea bakeri
Baccaurea bakeri är en emblikaväxtart som beskrevs av Adolph Daniel Edward Elmer och Elmer Drew Merrill. Baccaurea bakeri ingår i släktet Baccaurea och familjen emblikaväxter.
Artens utbredningsområde är Filippinerna. Inga underarter finns listade i Catalogue of Life.